# Canthidium planovultum
Canthidium planovultum là một loài bọ cánh cứng trong họ Bọ hung (Scarabaeidae).